# Pedro Arias Dávila
Pedro Arias Dávila o bien Pedro Arias de Ávila o por su pseudónimo Pedrarias (Segovia, c. 1468-León Viejo, 6 de marzo de 1531) fue un noble, político y militar castellano, destacado por su participación en América, donde alcanzó el cargo de gobernador y capitán general de Castilla de Oro desde 1514 hasta 1526 y el de gobernador de Nicaragua de 1528 a 1531.
Fue apodado «el Galán» y «el Justador», porque desde su juventud sobresalía en el manejo de la lanza, destacando en cuantas justas y torneos participaba.

## Biografía

### Origen familiar y primeros años
Pedro Arias Dávila nació alrededor del año 1468 en la ciudad de Segovia de la Extremadura que formaba parte de la Corona de Castilla. Pertenecía a una de las familias aristocráticas segovianas más influyentes: los Arias Dávila, de origen judeoconverso, fundada por su abuelo Diego Arias Dávila, contador mayor de Castilla.
Su padre era Pedro Arias Dávila el Valiente, destacado en el reinado de Enrique IV de Castilla, a quien sirvió desde pequeño con el empleo de doncel cuando aún era príncipe de Asturias, y su madre era María Ortiz de Cota, también perteneciente a una familia judeoconversa de la ciudad de Toledo.
Siguiendo la tradición familiar, fue criado en la corte castellana, primero en la del rey Enrique, y después en la de los Reyes Católicos, por quienes fue nombrado contino en 1484. Llegó a ser con los años un experto militar y uno de los más afamados coroneles del ejército de los Reyes Católicos.

### Carrera militar en Europa
Se distinguió en la Guerra de Granada y en las guerras de Portugal y Francia, y especialmente en las de África (1508-1511), participando en la toma de Orán (1509) dirigiendo las escuadras de Segovia y Toledo, y en la toma de Bugía (1510) como coronel de infantería al frente de catorce soldados, siendo el primero que logró escalar los muros de la plaza, después de dar muerte al alférez musulmán que la custodiaba. Esta heroica defensa le valió el acrecentamiento de armas de su escudo familiar por una real provisión de 12 de agosto de 1512.

### Gobernador de Castilla de Oro
En 1513 fue nombrado gobernador y capitán general de Castilla de Oro, que comprendía territorios de los actuales países de Nicaragua, Costa Rica, Panamá y la parte norte de Colombia. Asumió el cargo en 1514, a pesar de contar ya entonces con unos 74 años de edad. Su gobierno se caracterizó por la corrupción y la falta de justicia.
El 15 de agosto de 1519 fundó la ciudad de Panamá en su primitivo asiento (actualmente llamada Panamá la Vieja). Se caracterizó por su temperamento ambicioso y la crueldad con los indígenas como a los españoles que estaban bajo su mando, lo cual le mereció el apodo de Furor Domini («Ira de Dios»).[cita requerida]
Entre otras acciones, ordenó decapitar a Vasco Núñez de Balboa, prometido de su hija María de Peñalosa, y a Francisco Hernández de Córdoba, fundador de las ciudades de León, cuyas ruinas fueron descubiertas en 1967, Granada de Nicaragua y de la villa de Bruselas en las cercanías del golfo de Nicoya, en territorio de la actual Costa Rica.
Ante las graves acusaciones formuladas en su contra, fue separado de la gobernación de Castilla de Oro.

### Gobernador de Nicaragua y fallecimiento
Posteriormente fue nombrado gobernador de la provincia de Nicaragua, cargo que ejerció desde 1528 hasta su muerte, ocurrida en la antigua ciudad de León el 6 de marzo de 1531, que sería abandonada en 1610 por los constantes terremotos y una erupción del cercano volcán Momotombo.

## Matrimonio y descendencia
El gobernador Pedro Arias Dávila contrajo matrimonio con la dama segoviana Isabel de Bobadilla y Peñalosa, hija de Francisco de Bobadilla, maestresala de los Reyes Católicos y caballero de la orden de Santiago, y de María de Peñalosa; y sobrina paterna de Beatriz de Bobadilla, marquesa de Moya, muy próxima a Isabel la Católica, de quien se decía: «Después de la reina de Castilla, la Bobadilla».
Fruto de este matrimonio hubo nueve hijos:
1. Diego Arias Dávila, casado con doña Mencía de Ayala;
2. Francisco de Bobadilla, fraile dominico;
3. Juan Arias;
4. Arias Gonzalo de Ávila, conde de Puñonrostro, casado con Ana Girón;
5. María de Peñalosa, esposa de Vasco Núñez de Balboa y en segundas nupcias de Rodrigo de Contreras, regidor de Segovia;
6. Isabel de Bobadilla, casada con Hernando de Soto;
7. Elvira Arias, casada con Urban de Arellano, señor de Clavijo y Miraflores;
8. Beatriz de Bobadilla, monja de Santa María de las Dueñas de Sevilla;
9. Catalina Arias, abadesa del monasterio de San Antonio el Real de Segovia.

## Hallazgos de sus restos en elsigloXX
Los supuestos restos de Pedrarias Dávila fueron descubiertos en 2000, junto a los de Francisco Hernández de Córdoba (identificables estos últimos por la ausencia de su cabeza) en el presbiterio de la iglesia de la Merced de la referida ciudad de León, y sepultados ambos en el Memorial de los Fundadores, construido en ese mismo año en un sector de su antigua plaza mayor. Paradójicamente, los restos de Hernández de Córdoba fueron honrados con 21 cañonazos del Ejército de Nicaragua y sepultados en el lugar de honor del Memorial, mientras que los de Dávila fueron sepultados a los pies del anterior.